# Herbert Nebel
Herbert Nebel (* 1951 in Esslingen) ist ein deutscher Informatiker und Mitglied der Partei Bündnis 90/Die Grünen in Berlin. Er engagierte sich in der Internationalen Liga für Menschenrechte und im Verein Respekt für Griechenland.

## Leben
Nach einer Lehre als Werkzeugmacher absolvierte er das Abitur auf dem zweiten Bildungsweg und studierte dann bis 1980 Informatik an der TU Berlin. In seiner Erwerbstätigkeit von 1980 bis 2014 arbeitete Herbert Nebel in verschiedenen Unternehmen der IT-Branche.
Seit 2015 ist er Mitglied der Partei Bündnis 90/Die Grünen und ist ehrenamtlich aktiv im Berliner Bezirk Charlottenburg–Wilmersdorf sowie auf Landesebene in der Arbeitsgemeinschaft Säkulare Grüne. Schwerpunkte seiner parteipolitischen Arbeit sind die sozial-ökologische Transformation von Wirtschaft und Gesellschaft sowie die Gleichberechtigung aller Weltanschauungen und Religionen, sofern sie sich zu den Grund- und Menschenrechten bekennen.
Als Aktivist für Menschenrechte war er von 2016 bis 2022 Vorstandsmitglied der Internationalen Liga für Menschenrechte (ILMR) und verantwortet seit 2017 als Vorstandsmitglied im gemeinnützigen Verein Respekt für Griechenland e. V. deren Flüchtlingsprojekte.

## Veröffentlichungen (Auswahl)
- Gefährliche Entwicklung. Notwendig ist eine umfassende Wertediskussion, um die Demokratie zu stärken, in: Mittelbayerische Zeitung 8. August 2018[6]
- Plädoyer für mehr Vielfalt. Kulturelle Vielfalt gehört zum Alltag in unserer Gesellschaft und braucht breite Akzeptanz, in: Mittelbayerische Zeitung 27. September 2018[7]
- Umweltprämie – ein Begriff hat Konjunktur. Die Erfolgsgeschichte eines Euphemismus, in: Humanistischer Pressedienst 31. August 2017[8]
- Die Trojaner sind los! Digitaler Waffenhandel vs. Menschenrechte, in Humanistischer Pressedienst, 4. November 2016[9]
- Herausforderungen der Politik im 21. Jahrhundert, in: Humanistischer Pressedienst, 18. September 2015[10]